# أكروبول

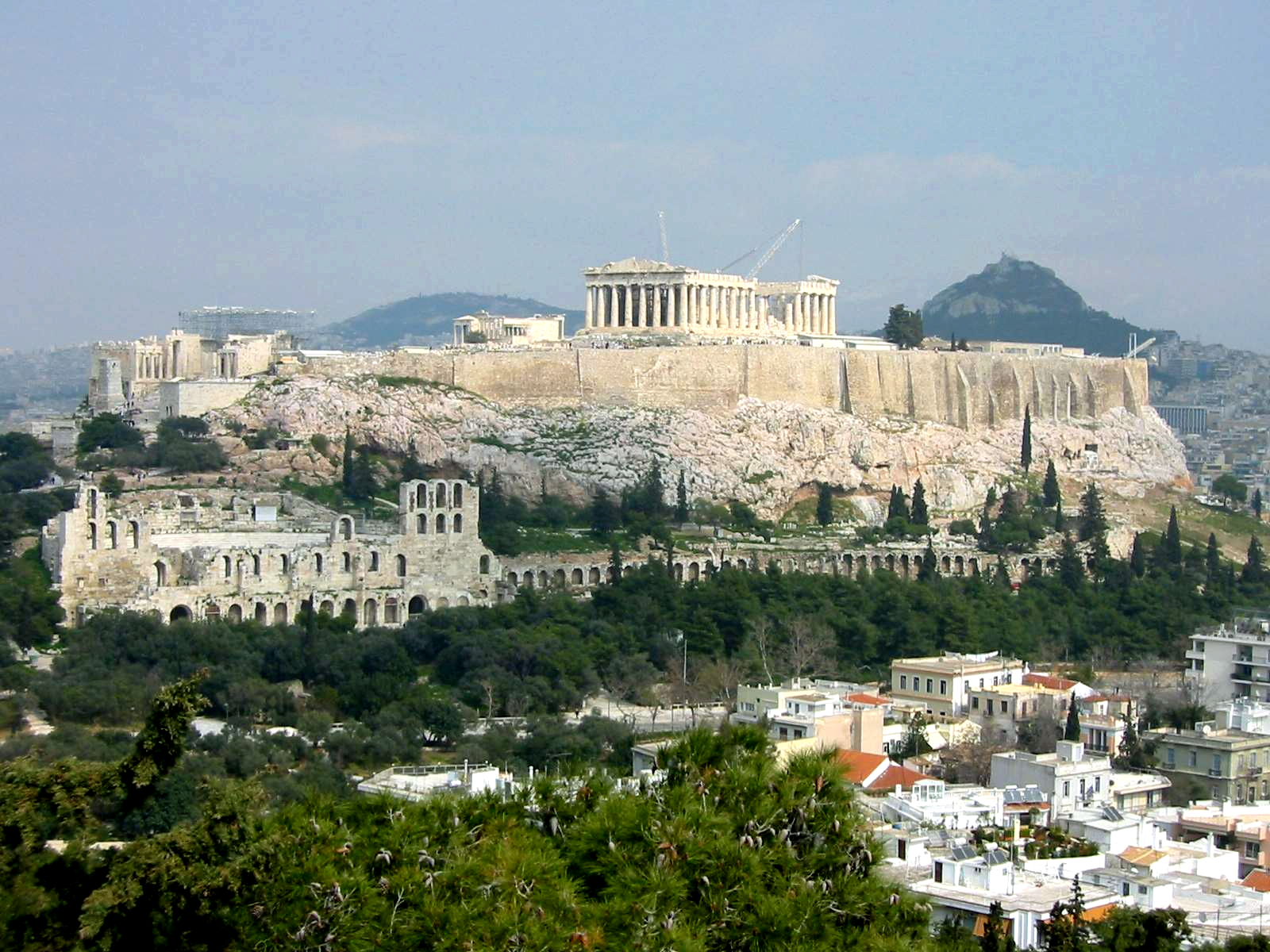
معلى أثينا

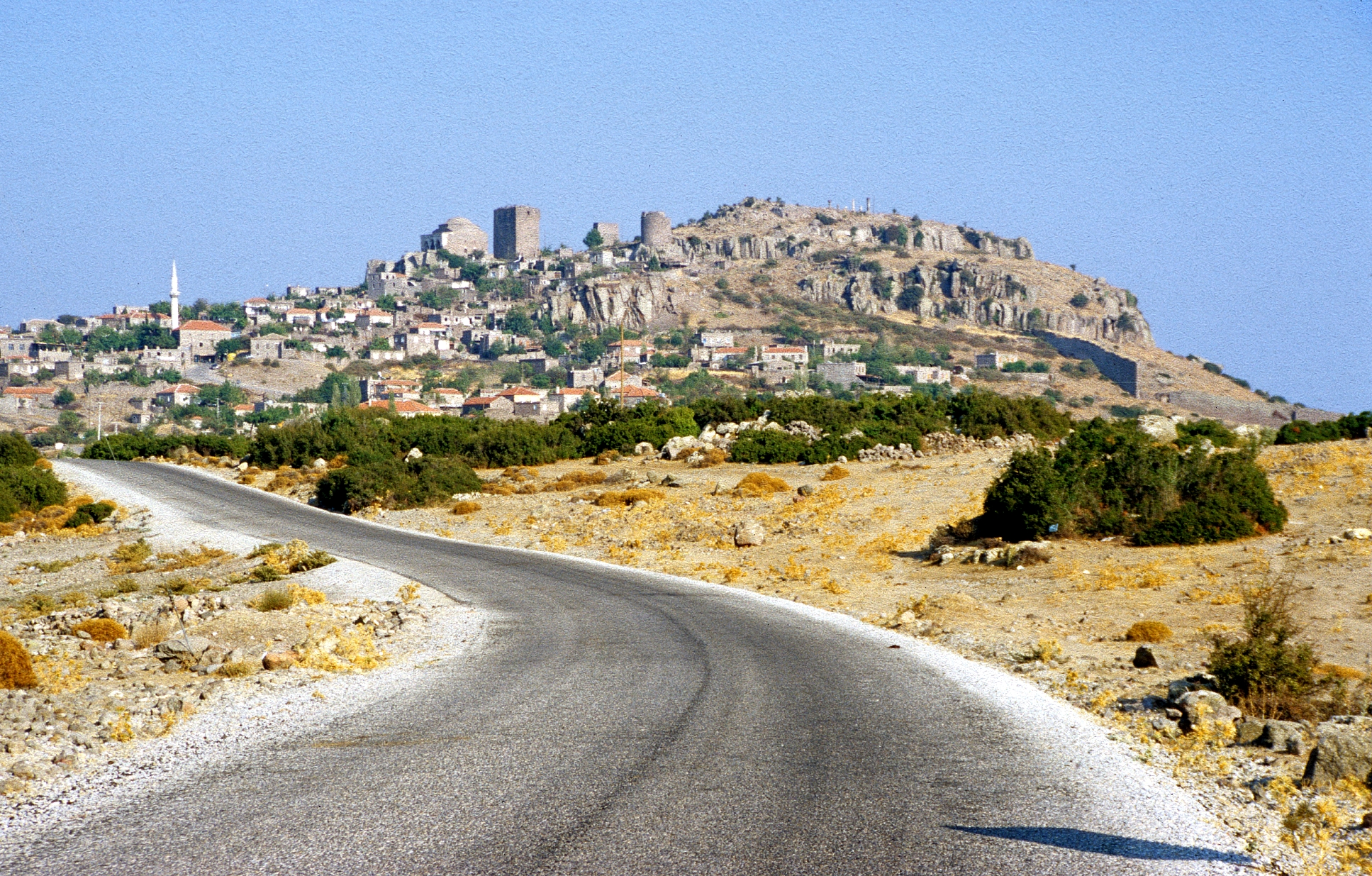
أكربول

الأكْرُوبُول أو المَعلى (acropolis أكروبوليس) كلمة يونانية معناها المدينة العالية أو الحصن، كانت علما على كثير من القلاع الإغريقية. أشهرها أكروبول أثينا ولا تزال آثارها قائمة إلى اليوم.

## تفصيل
مصطلح الاكروبول (ἀκρόπολις / أكروبوليس، ويعني «المدينة العالية») يشير بصفة عامة إلى قلعة بنيت على أعلى وأفضل جزء للدفاع عن المدينة في تاريخ اليونان القديمة، وهو بمثابة الملجأ النهائي للناس خلال الهجمات. انها تأتي من ἄκρος صفة (Akros «عالية») واسم πόλις (بوليس، «المدينة») وتعني «أعلى نقطة في المدينة.» يحتوي الأكروبوليس أيضا على المعابد الرئيسية المكرسة للآلهة المدينة.
تسمية اكروبوليس مختلفة في بعض الأحيان عن الأصلية، مثل "Cadmea" في طيبة، أو «أكروكورينث» في كورنثوس.